# Cronache di poveri amanti (romanzo)
(Alberto Asor Rosa)

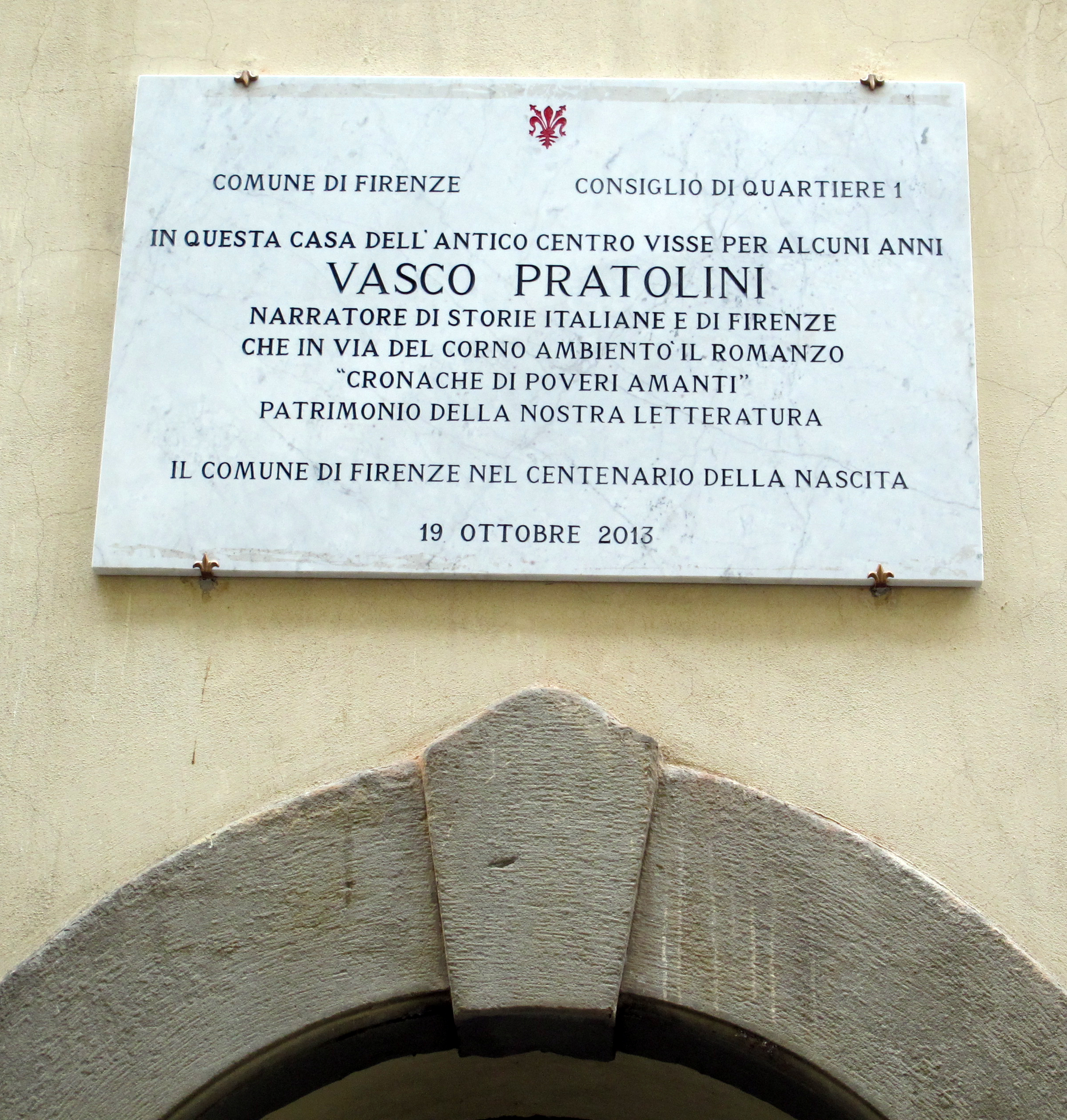
Lapide in via del Corno, a Firenze

Cronache di poveri amanti è un romanzo scritto da Vasco Pratolini e pubblicato da Vallecchi nel 1946.
Il romanzo era stato progettato già nel 1936 ma, a causa delle condizioni politiche che erano nel frattempo mutate, sarà pubblicato nel 1947.

## Ambientazione
La vicenda è ambientata a Firenze tra il 1925 e il 1926 e i protagonisti del romanzo sono gli abitanti, in gran parte proletari e sottoproletari, di via del Corno che si trova tra il Palazzo Vecchio e Santa Croce, la stessa via in cui l'autore aveva trascorso alcuni anni della sua giovinezza. Attraverso la memoria il narratore diventa parte integrante delle storie che racconta e diretto testimone. Il romanzo corale descrive da una parte la vita, gli amori e le vicissitudini di una piccola comunità molto legata dall'abitare nella stessa via, dall'altra lo sconvolgimento che l'affermarsi del fascismo porta nella vita dei cosiddetti "cornacchiai" (gli abitanti di via del "Corno" che spesso sparlano come "cornacchie"). Nel piccolo cosmo della via sono così rappresentate le tante facce della realtà fiorentina quotidiana ma anche italiana. Le vicende private dei personaggi, che si intrecciano con gli eventi drammatici che segnarono gli anni 1925-1927 della storia d'Italia, vengono raccontate attraverso una "cronaca" che utilizza una precisa scelta atemporale, quella dell'uso del presente storico che avvolge la vicenda con un senso di eternità e nello stesso tempo di continuità.

## Personaggi principali
- Egisto Nesi, carbonaio
- Oreste, parrucchiere
- Corrado detto Maciste, maniscalco
- Nanni, vigilato che però se la intende col brigadiere
- Giulio Solli, vigilato
- Osvaldo, rappresentante di commercio, fascista che però ha difficili rapporti coi camerati
- Cecchi, spazzino
- Ugo, verduraio ambulante
- Beppino Carresi, aiuto cuoco
- Maria Carresi, moglie di Beppino
- Antonio, terrazziere
- Carlo (Carlino) Bencini, ragioniere e fascista della prima ora
- la "Signora", maitresse benestante, immobilizzata a letto
- Il Moro, ladro
- Aurora Cecchi, amante di Nesi, una degli "Angeli custodi" di via del Corno
- Milena Bellini, figlia di un ufficiale giudiziario e di Gemma, fresca sposa di Alfredo, una degli "Angeli custodi"
- Bianca Quagliotti, figlia di Ilarione, una degli "Angeli custodi"
- Clara Lucatelli, figlia di Antonio, una degli "Angeli custodi"
- Luisa Cecchi, madre di Aurora
- Ristori, albergatore
- Fidalma Staderini, moglie di Staderini
- Staderini, calzolaio
- Elisa, prostituta e amante di Nanni e di Bruno
- Liliana, moglie di Giulio
- Gesuina, dama di compagnia della "Signora"
- Bruno, innamorato di Clara
- Semira, madre di Bruno
- Gemma, madre di Milena
- Clorinda, madre di Bianca
- Ilarione Quagliotti detto "Revuar", dolciaio ambulante, padre di Bianca
- Rosetta, prostituta
- Eugenio, garzone di Maciste
- Margherita, moglie di Corrado
- Alfredo Campolmi, pizzicagnolo, marito di Milena
- Mario, tipografo, inizialmente fidanzato con Bianca
- Armanda, madre di Carlino
- Otello, figlio di Nesi
- signora Nesi, madre di Otello
- Leontina, madre di Clara
- Amadori, fascista
- Utrilli, fascista
- Bastai, onorevole socialista
- Tribaudo, metalmeccanico
- Malevolti, fascista
- Il fonditore, compagno
- Cadorna, ladro

## Contenuti
Il testo è diviso in tre parti. La prima parte, che ha una ripartizione in nove capitoli, presenta i vari personaggi, la seconda, divisa in sei ripartizioni, contiene la trasformazione dei personaggi con la rottura degli equilibri e la terza, divisa in dieci, compie il ritorno all'antica armonia del mondo popolare.
Ad incarnare il potere in via del Corno è la "Signora", una ex maîtresse, dapprima temuto personaggio della via, in seguito detentrice degli immobili e alla fine, colta dalla follia, esposta al pubblico ludibrio della folla. Nel romanzo, accanto alla politica, l'amore ha un ruolo fondamentale, da quello sensuale di Nesi e Aurora a quello più puro di Mario e Milena che finiranno per riconoscersi l'uno nell'altra.
Il romanzo termina con l'incontro tra Musetta e il giovane Renzo da poco arrivato ad abitare nella via. L'incontro dei due giovani è il preludio ad un'altra storia simile a quelle già narrate che chiuderanno circolarmente la struttura del romanzo. Renzo è lo stesso Pratolini ragazzo che si era trasferito in quella via fiorentina e aveva appreso le storie dagli altri abitanti.

## Adattamento cinematografico
Nel 1954 il regista Carlo Lizzani ha diretto un film omonimo ispirato al romanzo che ha visto come interpreti Marcello Mastroianni, Antonella Lualdi, Cosetta Greco. Il film, malgrado i problemi di censura, ha vinto il premio speciale della giuria al Festival di Cannes 1954

## Edizioni

### Edizioni italiane
- Cronache di poveri amanti, Firenze, Vallecchi Editore, 1947,  p. 557.
- Cronache di poveri amanti (2 voll.), Collana Biblioteca moderna, Milano, Mondadori, 1961,  p. 503.
- Cronache di poveri amanti, Collana Narratori Italiani, Milano, Mondadori, luglio 1962,  p. 566.
- Cronache di poveri amanti, introduzione di Ruggero Jacobbi, Collana Oscar, Mondadori.
- Cronache di poveri amanti, prefazione di Ranieri Polese, Collana I Grandi Romanzi Italiani n.19, RCS Quotidiani, 2003.
- Cronache di poveri amanti, prefazione di Walter Siti, Collana Contemporanea, Milano, BUR, 2011,  pp. XXVIII-431, ISBN 978-88-17-06108-7.

### Edizioni straniere
- trad. danese di Carmen Zimmer, Via del Corno, Copenaghen: Povl Branner, 1948
- trad. inglese di A Tale of Poor Lovers, New York: Viking Press, 1949 / London: Hamish Hamilton, 1949
- trad. svedese di Karin Alin, Fattiga älskares krönika, Helsingfors: Schildt, 1949
- trad. francese di Gennie Luccioni, Chronique des pauvres amants, Paris: A. Michel, 1950, 1988
- trad. polacca di Marcina Czerwińskiego, Ulica ubogich kochankow, Warszawa: Panstwowy Instytut Wydawniczy, 1952
- trad. portoghese di José Blanc de Portugal, Crónica dos pobres amantes, Lisboa: Editora Ulisseia 1954, 1973
- trad. bulgara di Nikolaj Gacov, Hronika za bedni vljubeni, Sofija: Izd-vo na nacionalnijasavet na otecestvenija front, 1956
- trad. russa, Povest' o bednych vljublënnych, Moskva: Izd.vo Inostrannoj Literatury, 1956
- trad. slovena di Ivan Skušek, Kronika revnih ljubimcev, Ljubljana: DZS, 1957
- trad. olandese di Eva Tas, Kroniek van arme gelieven, Amsterdam: Pegasus, 1958
- trad. polacca di T. Petkevičius, Įsimyléję vargšai, Vilnius: Valstybinė grožinės literatůros leidykla, 1960
- trad. tedesca di Jakob Buerkle, Chronik armer Liebesleute, München: List, 1962 / Freiburg: Beck und Glückler, 1989
- trad. slovacca di L'udmila Peterajová, Ulic̆ka chudobných milencov, Bratislava: Smena Mlada Fronta, 1962
- trad. rumena di Tatiana Popescu Ulmu, Cronica unor bieti îndrágostiti, Bucureʂti: Pentru Literaturá Universalá, 1962
- trad. giapponese di Akio Ōkubo, 貧しき恋人たち.下 Mazushiki koibitotachi, Tōkyō: Shiseidō, 1963
- trad. ceca di Jaromír Fučík, Ulička chudých milenců, Praha: MF, 1965
- trad. spagnola di Attilio Dabini, Crónica de los pobres amantes, Buenos Aires: Losada, 1966
- trad. turca di Aydın Emeç, Fakir aşıklar, İstanbul: E, 1970
- trad. catalana di Carlos Manzano, Crónicas de pobres amantes, Barcelona: Bruguera, 1981
- trad. ungherese di Határ Győző!, Szegény szerelmesek krónikája, Budapest!: Kossuth, 1979
- trad. croata di Ante Velzek, Kronika o siromašnim ljubavnicima, Zagreb: Sveučilišna naklada Liber, 1982
- trad. greca di Nōntas Papamichaēl, Chroniko tōn phtōchōn erastōn, Solōnos: Themelio, 1983
- trad. catalana di Maria Aurèlia Capmany, Crònica dels pobres amants, Barcelona: Edicions 62, 1986
- trad. cinese di Wenjie Huang, 苦难情侣 Ku nan qing lu, Nanjing: Yi lin chu ban she, 2001
- trad. vietnamita di Nguyẽ̂n Vĩnh, Đõ̂ Thị Nhiệm e Hoàng Hải, Ký sự những mó̂i tình nghèo, Hà Nội: Văn học, 2001
- trad. albanese di Ali Hashorva, Kronika të dashnorëve të varfër, Tiranë: Dituria, 2001
- trad. basca di Koldo Biguri, Maitale koitaduen kronikak, Alberdania: Elkar 2006